# Irische Zwillinge
Irische Zwillinge ist ein herabsetzender umgangssprachlicher Ausdruck, der zwei Geschwister bezeichnet, die innerhalb von 12 Monaten geboren sind. Meist wird er nur für solche Kinder verwendet, die im selben Kalenderjahr geboren oder in der gleichen Schulklasse sind. Hintergrund dieser Bezeichnung ist die relativ hohe Geburtenrate in Irland. Diese wird dem hohen Bevölkerungsanteil strenggläubiger Katholiken zugeschrieben, die aufgrund ihres Glaubens wohl nur selten auf Verhütungsmittel zurückgreifen oder andere Maßnahmen der Familienplanung in Anspruch nehmen. Dadurch können viele Kinder in kurzer Abfolge zur Welt kommen.
Der Ausdruck stammt aus dem 20. Jahrhundert und wird in Irland selbst nicht verwendet.
Analog hierzu sind mit Irischen Drillingen drei Kinder, die innerhalb zweier Jahre geboren wurden, gemeint.